# 18.ª etapa del Tour de Francia 2021
La 18.ª etapa del Tour de Francia 2021 tuvo lugar el 15 de julio de 2021 entre Pau y Luz-Ardiden sobre un recorrido de 129,7 km y fue ganada, como el día anterior, por el líder de la prueba, el esloveno Tadej Pogačar del equipo UAE Emirates, manteniendo una ventaja de 5 minutos y 45 segundos respecto al segundo clasificado.

## Clasificación de la etapa
| Pau - Luz-Ardiden | etapa de montaña | (129,7 km) |

| \| Clasificación de la etapa \| Clasificación de la etapa \| Clasificación de la etapa \| Clasificación de la etapa \| Clasificación de la etapa \| \| Ciclista \| Ciclista \| Equipo \| Tiempo \| \| \| ------------------------- \| ------------------------- \| ------------------------- \| ------------------------- \| ------------------------- \| \| 1.º \| Tadej Pogačar \| UAE Team Emirates \| 3 h 33 min 45 s \| \| \| 2.º \| Jonas Vingegaard \| Jumbo-Visma \| + 2 s \| \| \| 3.º \| Richard Carapaz \| Ineos Grenadiers \| + 2 s \| \| \| 4.º \| Enric Mas \| Movistar Team \| + 13 s \| \| \| 5.º \| Daniel Martin \| Israel Start-Up Nation \| + 24 s \| \| \| 6.º \| Sepp Kuss \| Jumbo-Visma \| + 30 s \| \| \| 7.º \| Sergio Higuita \| EF Education-Nippo \| + 33 s \| \| \| 8.º \| Ben O'Connor \| AG2R Citroën Team \| + 34 s \| \| \| 9.º \| Wilco Kelderman \| Bora-Hansgrohe \| + 34 s \| \| \| 10.º \| Alejandro Valverde \| Movistar Team \| + 40 s \| \| |                    |                        |                 |
| |                    |                        |                 |
| Fuente: ProCyclingStats |                    |                        |                 |
| Clasificación de la etapa |                    |                        |                 |
| Ciclista | Ciclista           | Equipo                 | Tiempo          |
| 1.º | Tadej Pogačar      | UAE Team Emirates      | 3 h 33 min 45 s |
| 2.º | Jonas Vingegaard   | Jumbo-Visma            | + 2 s           |
| 3.º | Richard Carapaz    | Ineos Grenadiers       | + 2 s           |
| 4.º | Enric Mas          | Movistar Team          | + 13 s          |
| 5.º | Daniel Martin      | Israel Start-Up Nation | + 24 s          |
| 6.º | Sepp Kuss          | Jumbo-Visma            | + 30 s          |
| 7.º | Sergio Higuita     | EF Education-Nippo     | + 33 s          |
| 8.º | Ben O'Connor       | AG2R Citroën Team      | + 34 s          |
| 9.º | Wilco Kelderman    | Bora-Hansgrohe         | + 34 s          |
| 10.º | Alejandro Valverde | Movistar Team          | + 40 s          |

## Clasificaciones al final de la etapa

### Clasificación general(Maillot Jaune)
| \| Clasificación general \| Clasificación general \| Clasificación general \| Clasificación general \| Clasificación general \| \| Ciclista \| Ciclista \| Equipo \| Tiempo \| \| \| --------------------- \| --------------------- \| --------------------- \| --------------------- \| --------------------- \| \| 1.º \| Tadej Pogačar \| UAE Team Emirates \| 75 h 00 min 02 s \| \| \| 2.º \| Jonas Vingegaard \| Jumbo-Visma \| + 5 min 45 s \| \| \| 3.º \| Richard Carapaz \| Ineos Grenadiers \| + 5 min 51 s \| \| \| 4.º \| Ben O'Connor \| AG2R Citroën Team \| + 8 min 18 s \| \| \| 5.º \| Wilco Kelderman \| Bora-Hansgrohe \| + 8 min 50 s \| \| \| 6.º \| Enric Mas \| Movistar Team \| + 10 min 11 s \| \| \| 7.º \| Alexéi Lutsenko \| Astana-Premier Tech \| + 11 min 22 s \| \| \| 8.º \| Guillaume Martin \| Cofidis \| + 12 min 46 s \| \| \| 9.º \| Pello Bilbao \| Bahrain Victorious \| + 13 min 48 s \| \| \| 10.º \| Rigoberto Urán \| EF Education-Nippo \| + 16 min 25 s \| \| |                  |                     |                  |
| |                  |                     |                  |
| Fuente: ProCyclingStats |                  |                     |                  |
| Clasificación general |                  |                     |                  |
| Ciclista | Ciclista         | Equipo              | Tiempo           |
| 1.º | Tadej Pogačar    | UAE Team Emirates   | 75 h 00 min 02 s |
| 2.º | Jonas Vingegaard | Jumbo-Visma         | + 5 min 45 s     |
| 3.º | Richard Carapaz  | Ineos Grenadiers    | + 5 min 51 s     |
| 4.º | Ben O'Connor     | AG2R Citroën Team   | + 8 min 18 s     |
| 5.º | Wilco Kelderman  | Bora-Hansgrohe      | + 8 min 50 s     |
| 6.º | Enric Mas        | Movistar Team       | + 10 min 11 s    |
| 7.º | Alexéi Lutsenko  | Astana-Premier Tech | + 11 min 22 s    |
| 8.º | Guillaume Martin | Cofidis             | + 12 min 46 s    |
| 9.º | Pello Bilbao     | Bahrain Victorious  | + 13 min 48 s    |
| 10.º | Rigoberto Urán   | EF Education-Nippo  | + 16 min 25 s    |

### Clasificación por puntos(Maillot Vert)
| Clasificación por puntos | Clasificación por puntos | Clasificación por puntos | Clasificación por puntos | Clasificación por puntos |
| Ciclista                 | Ciclista                 | Equipo                   | Puntos                   |                          |
| ------------------------ | ------------------------ | ------------------------ | ------------------------ | ------------------------ |
| 1.º                      | Mark Cavendish           | Deceuninck-Quick Step    | 298 pts                  |                          |
| 2.º                      | Michael Matthews         | BikeExchange             | 260 pts                  |                          |
| 3.º                      | Sonny Colbrelli          | Bahrain Victorious       | 208 pts                  |                          |
| 4.º                      | Jasper Philipsen         | Alpecin-Fenix            | 184 pts                  |                          |
| 5.º                      | Julian Alaphilippe       | Deceuninck-Quick Step    | 155 pts                  |                          |
| 6.º                      | Tadej Pogačar            | UAE Team Emirates        | 146 pts                  |                          |
| 7.º                      | Michael Mørkøv           | Deceuninck-Quick Step    | 112 pts                  |                          |
| 8.º                      | Wout van Aert            | Jumbo-Visma              | 101 pts                  |                          |
| 9.º                      | Matej Mohorič            | Bahrain Victorious       | 98 pts                   |                          |
| 10.º                     | Jonas Vingegaard         | Jumbo-Visma              | 88 pts                   |                          |

### Clasificación de la montaña(Maillot à Pois Rouges)
| Clasificación de la montaña | Clasificación de la montaña | Clasificación de la montaña | Clasificación de la montaña | Clasificación de la montaña |
| Ciclista                    | Ciclista                    | Equipo                      | Puntos                      |                             |
| --------------------------- | --------------------------- | --------------------------- | --------------------------- | --------------------------- |
| 1.º                         | Tadej Pogačar               | UAE Team Emirates           | 107 pts                     |                             |
| 2.º                         | Wout Poels                  | Bahrain Victorious          | 88 pts                      |                             |
| 3.º                         | Jonas Vingegaard            | Jumbo-Visma                 | 82 pts                      |                             |
| 4.º                         | Michael Woods               | Israel Start-Up Nation      | 72 pts                      |                             |
| 5.º                         | Wout van Aert               | Jumbo-Visma                 | 68 pts                      |                             |
| 6.º                         | Nairo Quintana              | Arkéa-Samsic                | 66 pts                      |                             |
| 7.º                         | Richard Carapaz             | Ineos Grenadiers            | 56 pts                      |                             |
| 8.º                         | Ben O'Connor                | AG2R Citroën Team           | 44 pts                      |                             |
| 9.º                         | Bauke Mollema               | Trek-Segafredo              | 41 pts                      |                             |
| 10.º                        | David Gaudu                 | Groupama-FDJ                | 41 pts                      |                             |

### Clasificación del mejor joven(Maillot Blanc)
| Clasificación del mejor joven | Clasificación del mejor joven | Clasificación del mejor joven | Clasificación del mejor joven | Clasificación del mejor joven |
| Ciclista                      | Ciclista                      | Equipo                        | Tiempo                        |                               |
| ----------------------------- | ----------------------------- | ----------------------------- | ----------------------------- | ----------------------------- |
| 1.º                           | Tadej Pogačar                 | UAE Team Emirates             | 75 h 00 min 02 s              |                               |
| 2.º                           | Jonas Vingegaard              | Jumbo-Visma                   | + 5 min 45 s                  |                               |
| 3.º                           | David Gaudu                   | Groupama-FDJ                  | + 18 min 42 s                 |                               |
| 4.º                           | Aurélien Paret-Peintre        | AG2R Citroën Team             | + 37 min 21 s                 |                               |
| 5.º                           | Sergio Higuita                | EF Education-Nippo            | + 1 h 03 min 01 s             |                               |
| 6.º                           | Valentin Madouas              | Groupama-FDJ                  | + 2 h 08 min 44 s             |                               |
| 7.º                           | Mark Donovan                  | Team DSM                      | + 2 h 11 min 10 s             |                               |
| 8.º                           | Neilson Powless               | EF Education-Nippo            | + 2 h 12 min 14 s             |                               |
| 9.º                           | Jonas Rutsch                  | EF Education-Nippo            | + 2 h 44 min 49 s             |                               |
| 10.º                          | Brandon McNulty               | UAE Team Emirates             | + 2 h 50 min 15 s             |                               |

### Clasificación por equipos(Classement par Équipe)
| Clasificación por equipos | Clasificación por equipos | Clasificación por equipos | Clasificación por equipos |
| Equipo                    | Equipo                    | Tiempo                    |                           |
| ------------------------- | ------------------------- | ------------------------- | ------------------------- |
| 1.º                       | Bahrain Victorious        | 225 h 42 min 33 s         |                           |
| 2.º                       | EF Education-Nippo        | + 40 min 30 s             |                           |
| 3.º                       | Ineos Grenadiers          | + 1 h 09 min 16 s         |                           |
| 4.º                       | AG2R Citroën Team         | + 1 h 09 min 51 s         |                           |
| 5.º                       | Jumbo-Visma               | + 1 h 14 min 30 s         |                           |
| 6.º                       | Bora-Hansgrohe            | + 1 h 33 min 09 s         |                           |
| 7.º                       | Movistar Team             | + 1 h 40 min 32 s         |                           |
| 8.º                       | Astana-Premier Tech       | + 2 h 00 min 57 s         |                           |
| 9.º                       | UAE Team Emirates         | + 2 h 22 min 07 s         |                           |
| 10.º                      | Trek-Segafredo            | + 2 h 22 min 25 s         |                           |

## Abandonos
Ninguno.